# Đồng de Vietnam del Norte
El đồng fue la moneda de Vietnam del Norte desde el 3 de noviembre de 1946 al 2 de mayo de 1978. Se dividía en 10 hao, y a su vez en 10 xu.

## Historia

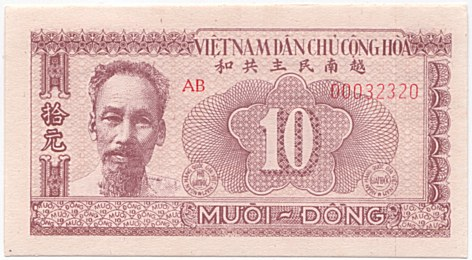
10 Đồng (1951)

El 3 de noviembre de 1946 los comunistas que controlaban la zona norte de Vietnam introdujeron el primer đồng sustituyendo a la piastra a la par. Poco tiempo después le siguieron dos revaluaciones. En 1951 se introdujo el segundo đồng con una tasa de cambio de 100:1, sin embargo, algunas fuentes dicen que las dos revaluaciones fueron consecutivas en 1951 y 1953. En 1954, este đồng fue la moneda del nuevo estado reconocido de Vietnam del Norte, con una tasa de cambio de 1 đồng = 1 piastra = 32 đồng de Vietnam del Sur. En 1956, el đồng se fijó al yuan chino con una tasa de cambio de 1,47 đồng por yuan.
El 28 de febrero de 1959, se introdujo un nuevo đồng con una tasa de cambio de 1000 a 1. En 1961 se estableció una tasa de cambio con el rublo soviético de 3,27 đồng por rublo. El 2 de mayo de 1978, tras la unificación de Vietnam, el đồng también se unificó, siendo el cambio de 1 nuevo đồng = 1 đồng del norte = 0,80 đồng del sur.

## Monedas

### 1946
En 1946 se introdujeron monedas de 20 xu, 5 hao y 1 dong de aluminio, y 2 dong de bronce, todas fechadas en 1945. En 1951 no se acuñaron monedas para el segundo đồng.
| Anverso | Reverso | Denominación | Emisión | Metal | Anverso                                                      | Reverso                                                               |
| ------- | ------- | ------------ | ------- | ----- | ------------------------------------------------------------ | --------------------------------------------------------------------- |
|         |         | 20 Xu        | 1945    | Al    | VIET-NAM DAN-CHU CONG-HOA - Estrella roja - año de acuñación | 20 XU                                                                 |
|         |         | 5 Hao        | 1946    | Al    | VIET-NAM DAN-CHU CONG-HOA - año de acuñación                 | 5 HAO                                                                 |
|         |         | 5 Hao        | 1946    | Al    | VIET-NAM DAN-CHU CONG-HOA - año de acuñación                 | 5 HAO                                                                 |
|         |         | 1 Dong       | 1946    | Al    | Hồ Chí Minh - VIET-NAM DAN-CHU CONG-HOA                      | 1 DONG - Espiga de arroz - año de acuñación                           |
|         |         | 2 Dong       | 1946    | Cu+Zn | Hồ Chí Minh - CHU TICH HỒ CHÍ MINH - año de acuñación        | HAI ĐONG - Estrella roja - Ramas de olivo - VIET-NAM DAN-CHU CONG-HOA |

### 1959
En 1958 se introdujeron monedas de aluminio de 1, 2 y 5 xu con agujero.
| Anverso | Reverso | Denominación | Emisión | Metal | Anverso                                          | Reverso                                  |
| ------- | ------- | ------------ | ------- | ----- | ------------------------------------------------ | ---------------------------------------- |
|         |         | 1 Xu         | 1958    | Al    | Escudo de armas - NUỚC VIỆT NAM DÂN CHỦ CỘNG HÒA | 1 - MỘT XU - NGÂN HÀNG QUỚC GIA VIỆT NAM |
|         |         | 2 Xu         | 1958    | Al    | Escudo de armas - NUỚC VIỆT NAM DÂN CHỦ CỘNG HÒA | 2 - HAI XU - NGÂN HÀNG QUỚC GIA VIỆT NAM |
|         |         | 5 Xu         | 1958    | Al    | Escudo de armas - NUỚC VIỆT NAM DÂN CHỦ CỘNG HÒA | 5 - NĂM XU - NGÂN HÀNG QUỚC GIA VIỆT NAM |

## Billetes

### 1946
El gobierno emitió dos formas de papel moneda: billetes vietnamitas (Giấy Bạc Việt Nam) en denominaciones de 20, 50 xu, 1, 5, 20, 50 y 100 đồng, y billetes de crédito (Tín Phiếu) en denominaciones de 1 đồng. En 1948 le siguieron billetes de crédito de 20 đồng, en 1949 de 5 y 50 đồng, y en 1950 100, 500 y 1000 đồng. Las denominaciones de los billetes vietnamitas se incrementaron en 10 đồng en 1948, 500 đồng en 1949 y 200 đồng en 1950.

### 1951
En 1951 el Banco Nacional de Vietnam (Ngân hàng quốc gia Việt Nam) introdujo billetes de 20, 50, 100, 200, 500 y 1000 đồng. En 1953 se añadieron las denominaciones de 5000 đồng. Estos billetes estuvieron en circulación hasta 1958.

### 1959
En 1958 el Banco Nacional introdujo billetes de 1 xu, 1, 2 y 5 hao y 1, 2, 5 y 10 đồng. Los billetes de 1 xu fueron reimpresos para emitir los billetes de 10 đồng. En 1964, el Banco Estatal de Vietnam (Ngân hàng Nhà nước Việt Nam) introdujo billetes de 2 xu, seguidos de las denominaciones de 5 xu, 1 y 2 hao en 1975.